# James H. Stock
James Harold Stock (24 de diciembre de 1955, Múnich) es un economista estadounidense, profesor de economía y vicerrector de clima y sostenibilidad en la Universidad Harvard . Es coautor de Introducción a la econometría, un libro de texto de pregrado de amplio uso, y coeditor de la revista Brookings Papers on Economic Activity . Stock fue presidente del Departamento de Economía de la Universidad Harvard entre 2007 y 2009 y miembro del Consejo de Asesores Económicos del Presidente Obama de 2013 a 2014.

## Trayectoria
Stock nació en Múnich (Alemania), si bien ha desarrollado su carrera académica en Estados Unidos. Se graduó con un bachelor of science en física en 1978 en la Universidad de Yale . Luego fue a la Universidad de California en Berkeley y completó su maestría en Estadística en 1982 y su doctorado en Economía en 1983. Su supervisor doctoral fue Thomas John Rothenberg.
Stock ha desarrollado la mayor parte de su trabajo de investigación en las áreas relacionadas con pronósticos macroeconómicos, política monetaria y métodos econométricos para el análisis de datos de series temporales. Su trabajo incluye un examen de la evolución reciente del ciclo económico de Estados Unidos y el impacto que en esa evolución han tenido los cambios en la política monetaria. Es miembro de varias juntas profesionales, incluido el Comité de Datación del Ciclo Económico del NBER y el Consejo Asesor Académico del Banco de la Reserva Federal de Boston.[cita requerida]

## Obra
Stock ha publicado los siguientes libros:
- Introduction to Econometrics. Addison Wesley Longman (2003, 2007) (con Mark W. Watson ). 
  - Traducción al español: Introducción a la econometría, ed. Pearson.
- Introduction to Econometrics: Brief Edition. Addison Wesley Longman (2007) (con Mark W. Watson).